# Slutshaming
Slutshaming (engl. für Schlampen-Beschämen) ist eine Praxis, mit der Menschen, insbesondere Frauen und Mädchen, angegriffen und beleidigt werden. Die Angreifenden unterstellen dabei ihren Opfern, nicht dem von der Gesellschaft erwarteten Verhalten und äußeren Erscheinungsbild in Bezug auf Sexualität zu entsprechen. Betroffen sind beispielsweise Personen, die aus Sicht der Beleidiger „sexuell provokativ“ wahrgenommene Kleidung tragen, durch das Nutzen von Empfängnisverhütung als sexuell aktiv eingeordnet werden, voreheliche Sexualität praktizieren, wechselnde Sexualpartner haben oder in der Prostitution tätig sind. Ein weiteres Beispiel ist das Victim blaming, bei dem dem Opfer eine „Schuld“ zugeschrieben wird, beispielsweise Opfern einer Vergewaltigung oder anderer sexuellen Nötigung. Dabei werden Frauen zu Verursacherinnen der jeweiligen Taten erklärt, da sie zum Beispiel „aufreizend“ gekleidet gewesen seien oder sich auf Flirts oder andere sexuelle Annäherung eingelassen hätten. Somit ist Slutshaming Bestandteil der Rape Culture. Der Begriff wird auch im Zusammenhang mit schwulen Männern verwendet, die für ein eventuelles promiskuitives Verhalten verurteilt werden. Slutshaming wird von Frauen und Männern praktiziert.

## Entstehung des Begriffs
Im Jahr 1999 veröffentlichte die Feministin Leora Tanenbaum das Buch Slut!: Growing Up Female with a Bad Reputation, in dem sie sich mit der Praxis des Beschämens sexuell aktiver Frauen und ihren eigenen Erfahrungen damit beschäftigte. Sie verwendete dafür den Begriff Slutbashing, der später durch Slutshaming ersetzt wurde.
Vermutlich wurde der Begriff Slutshaming ab 2011 verwendet und durch die Slutwalks bekannt. Nachdem ein Polizist in Toronto bei einer Präventionsveranstaltung in der York University gesagt hatte, Frauen sollten sich nicht wie Schlampen kleiden, um vor Sexualverbrechen besser geschützt zu sein, formierte sich ein weltweiter Protest gegen Slutshaming. Auf Demonstrationen forderten Frauen ihr Recht auf sexuelle Selbstbestimmung ein und protestierten gegen Täter-Opfer-Umkehr. Ziel der Slutwalks war eine Sensibilisierung für Slutshaming sowie eine positiv definierte Aneignung (als gewählte Selbstbezeichnung) des Begriffs Slut/Schlampe.

## Beispiele für Slutshaming
1998 geriet Monica Lewinsky, damals Praktikantin im Weißen Haus, wegen einer kurzen Affäre mit dem US-Präsidenten Bill Clinton in den Fokus der Öffentlichkeit. Der Ausdruck war damals zwar noch nicht verbreitet, die Vorgänge werden aber als prominenter Fall von Slutshaming gewertet: Die Medien unterstellten Lewinsky promiskuitives Verhalten und der Sender Fox führte sogar eine Zuschauer-Umfrage durch, ob sie ein „Durchschnittsmädchen“ (average girl) oder „ein Flittchen auf der Suche nach Abenteuern“ (a tramp looking for adventures) sei. Das Wall Street Journal bezeichnete sie als „Vollidiotin“ (tard). Die New-York-Times-Autorin Maureen Dowd wurde für einen Artikel mit dem Pulitzer-Preis ausgezeichnet, in dem sie Lewinsky eine „dumme, räuberische Weißes-Haus-Praktikantin“ nannte (ditzy, predatory White House intern). Lewinsky gab später an, dass sie unter diesen öffentlichen Schmähungen sehr gelitten habe. Sie habe eine posttraumatische Belastungsstörung und Suizidabsichten entwickelt, Arbeitsstellen seien ihr verweigert worden. Das Slutshaming habe nie aufgehört.
In einer Studie über Promiskuität, bei der 810 Collegestudentinnen in den USA befragt wurden, stellte man fest, dass junge Frauen mit vielen Sexualkontakten deutlich mehr von Slutshaming, Mobbing und Stigmatisierung betroffen seien als andere. Andererseits hätten sie aber auch oft gute Freundschaften zu anderen, was auf einen eher extrovertierten Charakter zurückzuführen sei. Slutshaming könne Separation von anderen Menschen, Misstrauen, soziale Ängste und eine generelle Unsicherheit bei den Betroffenen hervorrufen.
In den USA wurden Kleidervorschriften für Mädchen an Schulen zum Teil ebenfalls als Slutshaming gewertet und kontrovers diskutiert. Wenn etwa eine Schülerin vom Unterricht ausgeschlossen werde, weil ihre Kleidung zu aufreizend sei (beispielsweise ein Top mit Spaghettiträgern), erhalte sie das Signal, selbst verantwortlich für eventuelle sexuelle Übergriffe in ihrem Leben zu sein. Auch in Deutschland legen einige Schulen Vorschriften für die Bekleidung von Mädchen fest. Begründet wird dies in der Regel damit, die Ordnung der Schule aufrechterhalten zu wollen. In einer Broschüre der Rosa-Luxemburg-Stiftung zum Thema „Sexismus“ wurde dies 2017 als Förderung von „Vergewaltigungsmythen“ bezeichnet. Die Frauenrechte-Organisation Pinkstinks Germany kritisierte 2019 die Ungleichbehandlung von Mädchen und Jungen bei diesem Thema.